# Happiness?
A Happiness? Roger Taylor harmadik hivatalos szólóalbuma. Olyan politikailag tematikus album, ami különféle kérdésekkel - mint például a neonácik felemelkedésével (Nazis 1994), a harmadik világban élő népek nehéz helyzetével (Revelation), politikai és vallásos képmutatással (The Key) - foglalkozik. Taylor elhagyta a derűs rockot. A nagylemez a brit lemezeladási listán a 32. helyig jutott, és mindössze két hetet töltött a listán.

## Az album dalai
1. Nazis 1994 (Taylor) 2:35
2. Happiness (Taylor) 3:17
3. Revelations (Taylor) 3:44
4. Touch the Sky (Taylor) 5:04
5. Foreign Sand (Taylor, Yoshiki) 6:53
6. Freedom Train (Taylor) 6:12
7. You Had to Be There (Taylor) 2:55
8. The Key (Taylor) 4:25
9. Everybody Hurts Sometimes (Taylor) 2:52
10. Loneliness… (Taylor) 2:25
11. Dear Mr. Murdoch (Taylor) 4:19
12. Old Friends (Taylor)  3:33

## Közreműködők
- Roger Taylor – ének, dob, ütőshangszerek
- Jim Cregan – gitár
- Phil Chen – basszusgitár
- Phil Spalding – basszusgitár
- Catherine Porter – háttérvokálok

Produkció
- Jim Beach – executive producer, menedzsment
- Kaz Utsunomiya – executive producer
- Rich Breen – hangmérnök
- Simon Fowler – fényképész